# Matt Brown (Regisseur)
Mathew „Matt“ Brown (* 1971 im Bostoner Vorort Brookline, Massachusetts) ist ein US-amerikanischer Filmregisseur und Drehbuchautor.

## Leben
Er wuchs in einer musikalischen Familie auf. Seine Mutter, seine Tante und sein Bruder waren alle Musiker, und sein Vater versuchte sich ebenfalls als Musiker. Auf seinem College in Boston belegte er die Hauptfächer Englisch und Politikwissenschaften, als er sich in seinem letzten Semester entschloss, einen Kurs für Drehbuchschreiben zu belegen. „Damals habe ich zwei Filme pro Tag gesehen“, erinnert sich Brown an diese Zeit. „Aber es war mir nie in den Sinn gekommen, dass man tatsächlich für einen Film schreiben und dafür bezahlt werden könnte.“
Im Jahr 2000 stellte Brown seinen ersten Spielfilm fertig, die romantische Komödie Ropewalk. Der Film erzählt von einer Gruppe von Mittzwanzigern, die sich mit dem Erwachsenwerden und den Realitäten des Lebens auf der Insel Nantucket auseinandersetzt. Obwohl der Film auf einer Reihe von Festivals lief und mit Peter Facinelli, Lena Heady und Fred Ward prominent besetzt war, wurde er nie in den Kinos oder auf Video veröffentlicht.
Trotz dieses Rückschlags arbeitete Brown weiter am Film, produzierte den für den Oscar nominierten Kurzfilm The Tonto Woman (2007) und schrieb eine unproduziertes Filmbiografie über das Leben von Ian Fleming.
Brown schrieb und produzierte 2015 das Biopic Die Poesie des Unendlichen (The Man Who Knew Infinity) über den indischen Mathematiker Srinivasa Ramanujan und seine Beziehung zum Professor G.H. Hardy von der Cambridge University, als sie einige der Bausteine der modernen Mathematik entschlüsselten. Die Realisierung dieses Films war ein fast zehnjähriger Prozess, den Brown zusammen mit den Produzenten Ed Pressman, Sofia Sondervan und Jim Young in Angriff nahm. Brown übernahm die Regie des Films mit Dev Patel als Ramanujan und Jeremy Irons als Hardy in den Hauptrollen wurde 2015 auf dem Toronto International Film Festival uraufgeführt.
2023 stellte er das Kammerstück Freud – Jenseits des Glaubens (Freud’s Last Session) fertig, das 2024 in die deutschen Kinos kam. Anthony Hopkins als Sigmund Freud, Matthew Goode als C. S. Lewis und Liv Lisa Fries als Anna Freud spielten die Hauptrollen. Sein jüngerer Bruder Coby Brown steuerte die Musik zu dem Film bei, wie auch zuvor zu Die Poesie des Unendlichen.

## Filmografie (Auswahl)
- 2000: Ropewalk (Regie, Drehbuch)
- 2015: Die Poesie des Unendlichen (The Man Who Knew Infinity) (Regie, Drehbuch, Produktion)
- 2016: London Town (Drehbuch), Regie: Derrick Borte
- 2023: Freud – Jenseits des Glaubens (Freud’s Last Session) (Regie, Drehbuch mit Mark St. Germain)